# Queercore

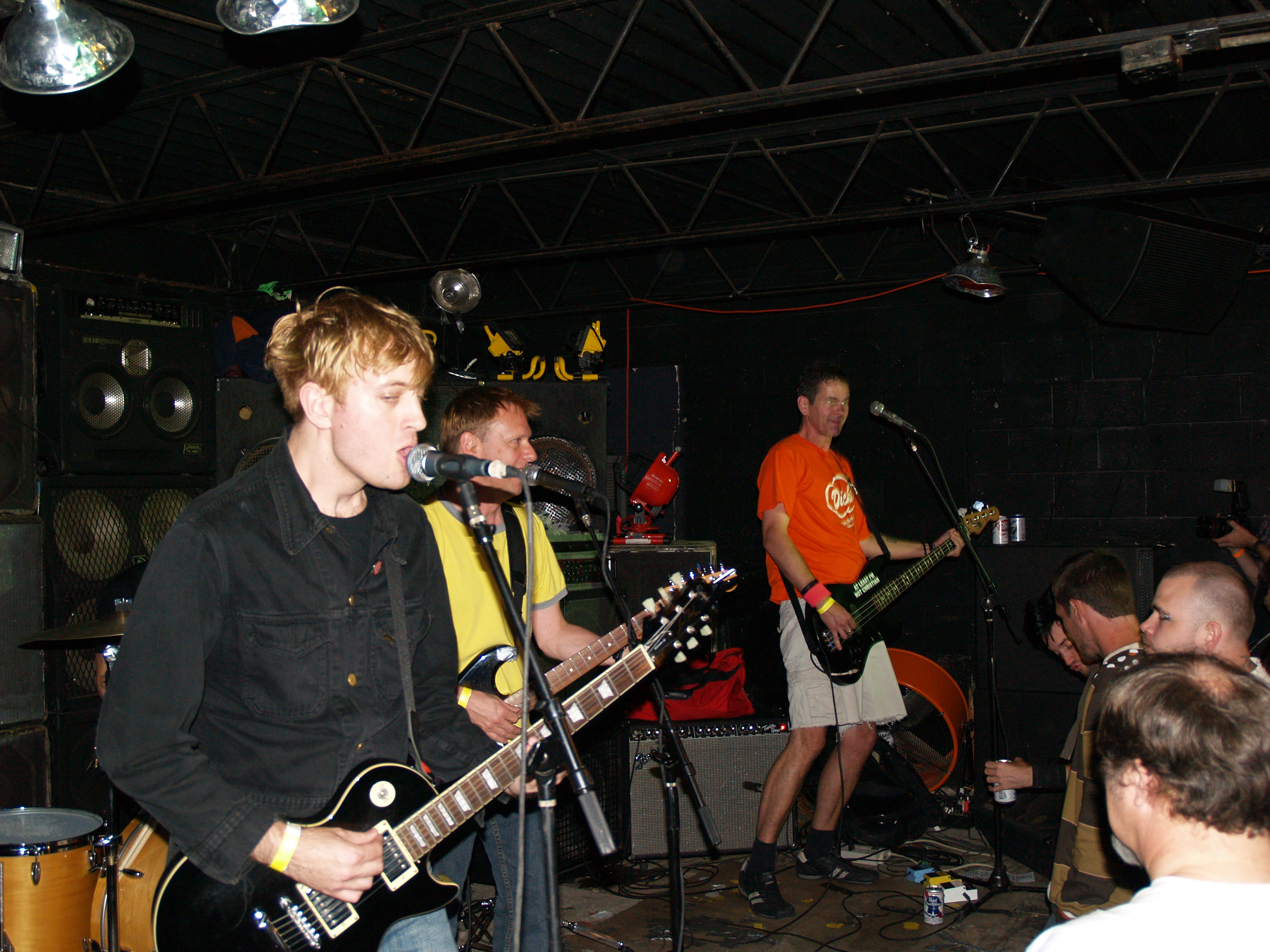
El grupo Pansy Division, representante del movimiento, en una presentación

El QueerCore, también llamado Homocore, es un movimiento cultural y social aparecido dentro del rock a mediados de los años 1980. El movimiento reúne una forma peculiar de punk que rechaza las reglas heteronormativas y la cultura gay “establecida” y que, ante la evidente homofobia dentro del movimiento con el que se identifica, crea su propio espacio de activismo y creación. El Homocore se expresa esencialmente en la música, aunque también se expresa en fanzines, cine y otras formas de arte. La banda musical más famosa es Pansy Division, y Bruce LaBruce viene a ser su embajador en el mundo del cine y el teatro.

## Influencias
Las influencias varían por cada músico, pero el Queercore dudosamente hubiera existido sin la atmósfera que rodeaba los primeros años del punk. Los músicos de ese momento jugaban abiertamente con el concepto de género, como Wayne County de Wayne County & the Electric Chairs, Phranc de Nervous Gender, o Pete Shelley de Buzzcocks, Darby Crash de The Germs, los miembros de The Screamers o The Leather Nun, mientras otras bandas no se interesaban por esconder su sexualidad. En 1979, los miembros de Nervous Gender le dijeron a la revista Slash, "la gente cree que somos raros porque somos queer". La primera escena punk, con sus conexiones con los artistas, consistía de una diversidad de sexualidades; Vivienne Westwood utilizó la imaginería homoerótica de Tom of Finland para sus ahora icónicas camisetas punk y el estilo punk incorporó ropa fetichista que no sólo era utilizada para resultar chocante sino también para señalar la aceptación de los "pervertidos". 
Muchos artistas, que más tarde fueron incluidos en la música industrial como Throbbing Gristle y Coil, también tenían miembros queer que empleaban tácticas de shock similares. En Jubilee, el film seminal del punk, Derek Jarman capturó la sexualidad ambivalente de los primeros años punk. Más tarde, cuando creció la escena hardcore punk, Gary Floyd de The Dicks escribía canciones con temática queer al igual que muchas otras bandas, exceptuando que, junto con Randy Turner de Big Boys, era abiertamente homosexual. Algunas bandas más motivadas políticamente, como MDC, introducían mensajes anti-homofobia en sus canciones. Sin embargo, la actitud confrontacional y técnicas de shock fueron empleadas más que el activismo, la política, la aprobación de los medios y los tratos que artistas gais y lesbianas del momento obtuvieron con compañías grandes, debido a que, aquellos envueltos en la escena queercore, no buscaban la aceptación de la sociedad sino que la condenaban.

## Cine
Directores de cine como Kenneth Anger, Vivienne Dick, Jack Smith, el primer Andy Warhol, John Waters y el antes mencionado Derek Jarman, también influyeron con sus pinceladas sobre la subcultura queer. En 1990, los editores de J.D.s comenzaron a presentar noches de cine J.D.s en varias ciudades y, tras desaparecer J.D.s, todos realizaron películas explorando el lenguaje queercore. Bruce LaBruce realizó una serie de cortometrajes y, más tarde, el mediometraje No Skin Off My Ass en 1991. G.B. Jones estrenó  "The Troublemakers" en 1990, seguida de "The Yo-Yo-Gang" en 1992. En 1996 Anonymous Boy, colaborador de J.D.s, terminó el primer film animado sobre queercore, Green Pubes.
Los filmes documentales sobre queercore incluyen She's Real, Worse Than Queer de Lucy Thane, Queercore: A Punk-u-mentary de Scott Treleaven, ambas de 1996; y Gay Shame '98 de Scott Berry, que reflejaba la primera celebración del Gay shame en San Francisco. En 2003 Tracy Flannigan rodó Rise Above: A Tribe 8 Documentary, y Michael Carmona debutó en 2008 con Pansy Division: Life In A Gay Rock Band, sendos filmes que fueron proyectados en diversos festivales alrededor del mundo.
Todas estas películas golpearon la escena y ampliaron el espectro del Queercore al incluir el cine como otro medio de expresión.
Como en el punk, la cultura queercore existió fuera de los medios masivos, por lo que los zines fueron cruciales para su desarrollo. Cientos de zines formaron una red intercontinental que permitió que el queercore se expandiera y permitió también la participación de aquellos que estaban en comunidades más pequeñas y conservadoras. La actitud DIY del punk era otra de las bases del queercore. En los años 1990, cuando creció el acceso a internet, muchos zines queercore, como Noise Queen, podían encontrarse tanto impresos como en línea. Incluso se pueden encontrar distribuidores de zines en línea, como "Xerox Revolutionaries", que hacen más fácil encontrar los zines queercore.
Todos estos aspectos ayudaron al Queercore a convertirse en una cultura autogestionada y autodeterminada, expresándose a través de una variedad de medios independientes del establishment heterosexual y gay.